# Greifswald
Greifswald er en universitetsby i det nordøstlige Tyskland, beliggende som kreisfri by i delstaten Mecklenburg-Vorpommern. Universitetet er grundlagt i 1456 og er således det næstældste i Nordeuropa. Greifswald er den største by i Forpommern.
I universitetets Institut für Fennistik und Skandinavistik undervises der i skandinaviske sprog, heriblandt dansk.
Tilbage i historien var Greifswald længe svensk styret.
Siden 2011 har byen været den officielle administrationsby for den nydannede Landkreis Vorpommern-Greifswald. Fra og med 2002 er der hvert andet år blevet afholdt Greifswald International Students Festival i byen.